# Иван Одарченко
Иван Степанович Одарченко (* 6 септември 1926 в село Новоалександровка в Атбасарски окръг; † 2 юли 2013 в Тамбов) е руски войник от Червената армия.

## Живот
През 1931 г. семейството се премества в Магнитогорск поради глад и се завръща в родния си град след няколко години. На 16-годишна възраст Одарченко става бригадир в совхоз. Във Великата отечествена война баща му загива близо до Сталинград през есента на 1943 г.
През януари 1944 г. Одарченко е призован в Червената армия и първоначално е назначен в учебен полк в Аягьос. Най-големият му брат загива през 1944 г. В 114-а гвардейска стрелкова дивизия на 9-а гвардейска армия Одарченко се сражава в Унгария, Австрия и Чехословакия, където войната завършва за него близо до Прага.
След войната Одарченко служи в Групата на съветските войски в Германия. През август 1947 г. той участва в спортния фестивал на съветските войници на стадион „Бушалее“ в Берлин-Вайсензее. Докато наблюдавал състезанията след кроса, към него се обърнал скулпторът Евгений Вучетич, който търсел модел за статуята на Воина освободител за мемориала на централната гробна могила на съветския мемориал в парк „Трептов“. Одарченко позира като модел около шест месеца, носейки на лявата си ръка първо немско момиченце, а след това тригодишната дъщеря на командира на Берлин Александър Георгиевич Котиков, Светлана Александровна Котикова, която по-късно става актриса. Той също така позира като модел на Анатолий Андреевич Горпенко, който създава мозайка за интериора на паметника. Там Одарченко е отдясно войник със Златната звезда на Герой на Съветския съюз и стоманена каска в лявата ръка, а от другата страна работник в син гащеризон с наведена глава, държащ венец.
През 1949 г. Одарченко е освободен в резерва и изпратен обратно в Казахската съветска социалистическа република. Той отишъл в Тамбов, за да помогне на сестра си. Жени се и работи като стругар и фрезер в завода „Автотрактородетал“. Става известен по случай 20-годишнината от победоносния край на войната, когато пътува седем пъти до ГДР с делегации. Той е член на партията „Единна Русия“. На 8 май 2010 г. в Тамбовския парк „Победа“ е открит паметникът на Победоносния ветеран, дело на скулпторите Виктор Купаев и Валери Парамонов. Изобразява Одарченко като ветеран на пейка с момиче в прегръдките си.